# Barra de Guabiraba
Barra de Guabiraba est une municipalité brésilienne située dans l'État du Pernambouc.